# 小行星8803
小行星8803（英語：8803）是一颗围绕太阳公转的小行星。1981年3月2日，舒爾特·巴斯在赛丁泉山发现了此天体。
这颗小行星的绝对星等为107.0874055046159等。